# Antenor Orrego
Antenor Orrego Espinoza (Montán, Santa Cruz, 22 de mayo de 1892 - Lima, 17 de julio de 1960), filósofo, periodista, ensayista, político y pensador aprista peruano.

## Biografía
Nació en la hacienda Montán, distrito de Chancaybaños, Provincia de Santa Cruz (Perú), departamento de Cajamarca, el 22 de mayo de 1892. Hijo de José Asunción Orrego y Victoria Espinoza Villanueva.
Muy joven, viajó a Trujillo, donde estudió en el Colegio Seminario de San Carlos y San Marcelo, para luego ingresar a la Universidad Nacional de Trujillo, donde estudió Filosofía y Letras. En 1946 recibiría de su alma máter el título de Doctor Honoris Causa, a mérito de su destacada labor como intelectual.
En 1914, colaboró en la formación de la Bohemia Trujillana, luego llamado Grupo Norte o Grupo del Centenario, donde reunió a los jóvenes intelectuales y artistas más brillantes de su época, como José Eulogio Garrido, Alcides Spelucín, Belisario Spelucín, Federico Esquerre, Juan Espejo Asturrizaga, Víctor Raúl Haya de la Torre, Macedonio de la Torre, Óscar Imaña y César Vallejo. Llegó incluso a liderar al grupo, que emergió con afanes renovadores no solo en el campo de las letras y el arte, sino también en la política.

Orrego abrazó valerosamente la causa de la renovación integral del Perú, filosófica, estética y políticamente. Ese hombrecillo menudo, de prematura calva, rostro alargado y frente fugitiva, ojos rasgados y azules, tez pecosa y ademanes suaves, tenía ideas claras, definidas, y voz tan rotunda como sus ideas.
Luis Alberto Sánchez, 1975, tomo IV, p. 1344.

Se dedicó al periodismo en muchos diarios de la época como La Libertad, La Reforma y La Semana de Trujillo. En 1922 prologó el poemario Trilce de César Vallejo, siendo el primer crítico en vislumbrar el talento del entonces joven e ignorado vate peruano. Su análisis profundo de dicha obra no ha sido hasta ahora superado. 
En 1923, asociado con Alcides Spelucín (que era su cuñado) fundó el diario "El Norte", en el que participó su grupo, que desde entonces adoptó el nombre de Grupo Norte (del cual Vallejo fue corresponsal en el extranjero). Este diario tuvo una gran influencia y dio tribuna a los desterrados y perseguidos de los regímenes políticos antidemocráticos.
También en la década de 1920 colaboró en la revista Amauta de José Carlos Mariátegui, aportando con una serie de ensayos, que tras su muerte serían reunidos bajo el rótulo de "Estación primera".
En 1930 se contó entre los fundadores del Partido Aprista Peruano, en el que militó activamente, sufriendo persecuciones y carcelería, al lado de su líder y amigo, Víctor Raúl Haya de la Torre. Por esos años fue también columnista y luego director de los diarios La Antorcha y La Plataforma de Lima. 
En 1939 publicó su libro El Pueblo Continente, subtitulado: “ensayos para una interpretación de América Latina”, obra nacida bajo influjo de las doctrinas apristas, y que, a decir de Luis Alberto Sánchez «es un libro en que se canta el espíritu de América y a su unidad, por tanto es un himno al porvenir».
Fue elegido senador al Congreso de la República (1945-1948) y nombrado rector de la Universidad Nacional de Trujillo (1946-1948). 
Tras el golpe de Estado de Manuel A. Odría de 1948, fue encarcelado, al igual que muchos de sus correligionarios políticos. Durante su encierro, se dedicó a estudiar la filosofía oriental. 
Salió en libertad en 1956. Fue director del diario La Tribuna, órgano de prensa del Partido Aprista Peruano, entre 1957 y 1958.
En América Latina, es considerado el primer filósofo del Perú, por sus obras de trascendencia internacional.
Tuvo un hijo y dos hijas, el arquitecto Antenor Orrego Spelucín, y Liliana y Alicia Orrego Spelucín. Murió el 17 de julio de 1960 de un infarto al corazón.

## Actividad política
Entre sus acciones directamente políticas está la campaña que hizo para fortalecer la huelga de los trabajadores del Valle de Chicama entre 1918 y 1921. Por esta maniobra se cerró el diario en el que trabaja en ese entonces, y fue encarcelado. Después también fue llevado preso al Real Felipe, al Sexto y al Frontón, desde los que no dejó de ejercer influencia.
Fue uno de los fundadores del Partido Aprista Peruano (1930), del cual se erigió en uno de sus conductores más caracterizados, especialmente en las cruentas etapas de clandestinidad, por lo que padeció largo tiempo en prisión (fue 8 veces encarcelado).
En las elecciones generales de 1931, fue elegido diputado por Trujillo al Congreso Constituyente de 1931. Sin embargo, poco después sufrió los excesos del gobierno de Luis Sánchez Cerro, al ser desaforado junto con sus compañeros de la Célula Parlamentaria Aprista, siendo luego encarcelado. Iniciado el segundo gobierno de Óscar R. Benavides en 1933, fue puesto en libertad, pero poco después debió pasar a la clandestinidad, al reiniciarse la persecución antiaprista.
En 1940, consiguió recuperar la Universidad Nacional de Trujillo, cuyo estatuto y ciudad universitaria fortaleció.
En las elecciones democráticas de 1945, resultó elegido, por abrumadora mayoría, senador por el departamento de La Libertad, como integrante de la lista del Partido del Pueblo, nombre que adoptó el Partido Aprista para eludir la prohibición constitucional que afectaba a los partidos “internacionales”. Esta segunda labor parlamentaria se frustró por el golpe de Estado del general Manuel A. Odría en 1948, siendo una vez más encarcelado. Restaurada la democracia en 1956, fue liberado.

## Obras

### Publicaciones
- Notas marginales (Ideología poemática) (Trujillo, 1922)
- Monólogo eterno (Trujillo, 1929)
- El Pueblo Continente, “ensayos para una interpretación de América Latina” (Santiago de Chile, Ercilla, 1939)

Póstumamente se publicaron:
- Estación primera (1961)
- Discriminaciones (1965)
- Hacia un humanismo americano (Lima, 1966)
- Mi encuentro con Vallejo (Lima, Tercer Mundo Editores, 1989)

### Prólogos
- Trilce, poemario de César Vallejo (Lima, 1922)
- La nave dorada, poemario de Alcides Spelucín (Trujillo, 1926)

### Obras completas
- Obras Completas, 5 tomos, CYDES, Lima 1995.

## Interpretaciones de su pensamiento
El pensamiento de Antenor Orrego, después de Mariátegui y González Prada, ha sido uno de los pensamientos filosóficos que más ha concitado la atención y ha sido objeto de variadas interpretaciones, muchas veces contrapuestas. Entre ellas tenemos:
1. Idealista anticientista (comunismo criollo).
2. Filósofo del alma americana (Townsend, Revilla).
3. Culturólogo (Antero Peralta, David Sobrevilla).
4. Irracionalista (Alberto Izaguirre, A. Salazar Bondy).
5. Esteta (Luis Alberto Sánchez).
6. Materialista neomarxista (Luis Flores Caballero).
7. De metafísico vitalista a Socialista no-marxista (A. Salazar Bondy).
8. Ontologista de lo americano (Gustavo Flores Quelopana).
9. Víctor Samuel Rivera (hermeneuta de lo político).

## Universidad Privada Antenor Orrego
La Universidad Privada Antenor Orrego (UPAO) de Perú fue nombrada en su honor formando a jóvenes según el ideal y pensamiento crítico de Antenor Orrego, en 4.º ciclo todos los estudiantes de la Universidad Privada Antenor Orrego llevan el curso de Actividad Formativa IV: Vigencia y Trascendencia de Antenor Orrego, en el cual estudian sus obras y su paso por la política y educación